# Cairo, Georgia
Cairo är en stad (city) i Grady County i Georgia i USA. Enligt United States Census Bureau har staden en folkmängd på 9 701 invånare (2011) och en landarea på 25,1 km². Cairo är huvudort i Grady County.

## Kända personer
- Jackie Robinson, basebollspelare[4]